# Smolenský metromost
Smolenský metromost (rusky Смоленский метромост) se nachází v Moskvě, východně od centra. Překonává řeku Moskvu, jde o historicky první most podzemní dráhy v ruské metropoli. První vlaky s cestujícími přes něj přejely 20. května 1937.
150 m dlouhý most je obloukový, jeho konstrukce je ocelová, ze snýtovaných částí. Je součástí jednoho z nejstarších úseků metra; vedla tudy nejprve západní větev první linky (Sokolničeskaja) a po reorganizaci pak i linka třetí (Arbatsko-Pokrovskaja). V letech 1953 až 1958 nebyl v provozu, stejně jako celý navazující úsek metra, vzhledem k přeložení původní linky do hluboce založeného raženého úseku (prochází pod řekou v tunelu). Nakonec se ale začalo jezdit i na trati starší, která byla označena jako další linka (v pořadí nakonec čtvrtá) – Filjovskaja. Od roku 1958 zůstal stav nezměněn.
Most je součástí mezistaničního úseku Kijevskaja – Smolenskaja (podle druhé uvedené má taky stavba svůj název). Autory celého projektu jsou inženýři N. Polikarpov, P. Antonov (konstrukce) a bratři architekti K. a J. Jakovlevovi (architektonické ztvárnění). Před samotnou stavbou se vybíralo z celkem několika návrhů; finální patřil k těm nejskromnějším. Smolenský metromost má jen jediný ozdobný znak, kterým je symbol metra položený přes symbolický srp a kladivo, umístěný na obou stranách v prostřední části mostní klenby. Vybudován byl za 14 měsíců a 7 dní, především díky velké mobilizaci pracovních sil.